# Torre del Mussol
La Torre del Mussol (アウルタワー) és un edifici residencial al pavelló especial de Toshima, a Tòquio (Japó). Acabat el gener de 2011, s'alça fins 189,2 m d'alt, amb una planta superior situada a 182.8 m sobre la superfície. És el 38è edifici més alt de Tòquio i el 55è edifici més alt del Japó.

## Descripció
La Torre del Mussol va ser construïda com una resposta a les qüestions relatives a la utilització dels edificis ja existents, és a dir, per especialitzar els gratacels de la zona, i fer ús dels terrenys disponibles de manera eficaç, evitant un ús mixt del nombre d'edificis, i també per animar la gent a viure al districte de Ikebukuro. el seu nom fa referència a la mascota del districte. La Torre del Mussol està situada prop de l'Air Rise Tower, i prop de l'estació de Higashi-Ikebukuro, a la qual està connectada directament per un passeig subterrani, i el complex de la Ciutat del Sol amb el gratacel Sunshine 60, l'edifici més alt a Tòquio des de 1978 fins a 1991.
El gratacel va ser construït en un paviment amb una superfície de 5.801.39 metres quadrats, 2.938.03 metres quadrats dels quals ocupa el mateix edifici. Es va utilitzar durant la seva construcció formigó armat, acer, i vidre, que va costar aproximadament 30 mil milions de iens. L'edifici va ser dissenyat i construït per la Taisei Corporation. La decisió de construir la urbanització de la Torre del Mussol es va fer el maig del 2004, i el permís de planificació es va donar el gener de 2006. La construcció va començar a l'octubre de 2007 i es va completar el gener de 2011. A finals de març del mateix any, l'edifici estava a punt per ser inaugurat.
Tot i que la Torre del Mussol és principalment un edifici residencial, alguns pisos s'utilitzen com a oficina o per a ús comercial. Algunes botigues es troben en el primer soterrani i al primer pis, mentre que les oficines es poden trobar des del segon al sisè pis. Els apartaments estan situats en els pisos restants, fins al 52. Hi ha 11 ascensors al gratacels. La superfície total de l'edifici equival a aproximadament 79.200 metres quadrats. Existeixen aproximadament 608 cases, de les quals 473 són per a ús residencial i 135 són per a fins no residencials, mentre que la resta de les habitacions inclouen una sala de teatre, una sala de fitness i un sky lounge, entre d'altres. L'aparcament de la torre compta amb 344 places d'aparcament.